# Stenums församling
Stenums församling var en församling i Skara stift och i Skara kommun. Församlingen uppgick 2006 i Norra Vings församling.

## Administrativ historik
Församlingen har medeltida ursprung.
Församlingen var till 1549 annexförsamling i pastoratet Ving och Stenum för att därefter till 1575 vara moderförsamling i pastoratet Stenum och Ving. Från omkring 1575 till omkring 1600 annexförsamling i pastoratet Skärv, Ving och Stenum. Från omkring 1600 till 2002 annexförsamling i pastoratet (Norra) Ving, Stenum och Skärv och som också från 1 maj 1922 omfattade Skånings-Åsaka församling. Församlingen ingick mellan 2002 och 2006 i Skara pastorat och uppgick 2006 i Norra Vings församling.

## Kyrkor
- Stenums kyrka